# Megaselia tenuicosta
Megaselia tenuicosta är en tvåvingeart som beskrevs av Rudolf Beyer 1965. Megaselia tenuicosta ingår i släktet Megaselia och familjen puckelflugor. Inga underarter finns listade i Catalogue of Life.